# Изоляционизм
Изоляциони́зм — термин, преимущественно используемый для обозначения направления во внешней политике, в основе которого лежит идея невмешательства в дела иных государств, наций, народов, этносов. 
Применительно к экономике изоляционизм приводит к автаркии, когда внешний товарный оборот сводится к минимуму. Яркий пример изоляционизма — японская политика сакоку. Также в качестве примера изоляционизма можно привести Народную Социалистическую Республику Албанию, которая изолировалась даже от социалистических государств, а после 1976 года разорвала отношения с Китайской Народной Республикой, оставшись в полной изоляции. В настоящее время примером изоляции служит Северная Корея — политика Чучхе. В политологическом лексиконе существует ещё и термин «антиинтервенционизм», которым иногда ошибочно взаимно подменяют понятие «изоляционизм». «Антиинтервенционизм» принято понимать, как внешнеполитическую концепцию «военного и политического невмешательства в международные дела и во внутренние дела суверенных государств». «Изоляционизм» следует трактовать более широко как «внешнеполитическую макростратегию военного и политического невмешательства в международные дела и во внутренние дела суверенных государств, сопряженную с торгово-экономическим протекционизмом и культурно-религиозным обособлением, а также с невозможностью состоять в постоянных военных альянсах, с сохранением, тем не менее, возможности участия во временных военных союзах, отвечающих текущим интересам государства и в постоянно действующих международных организациях невоенного характера».

## Политика самоизоляции
Ряд государств проводили политику жёсткой самоизоляции (см. «Железный занавес»), что выражалось во всемерном ограничении контактов с некоторыми другими государствами.
Наиболее известна политика самоизоляции, проводившаяся Китаем, Кореей и Японией в XVII—XIX веках. Целью её была консервация существующих феодальных порядков. Объективно же эта политика привела к всё нараставшему технологическому и экономическому отставанию этих государств от европейских, которые в конце концов военной силой заставили отменить режим самоизоляции.
Некоторые современные исследователи выражают сомнения в отношении фактора добровольности, как неотъемлемой части определения изоляционизма, оспаривая тем самым само существование понятия «политика самоизоляции». Они полагают, что «любые активные действия на международной арене, проводимые даже самым могущественным актором международной политики, могут быть сопряжены с некоторым риском, и степень добровольности отказа от них может представляться весьма условной и определяться парадигмой, в которой оцениваются возможные риски».

## Политика невмешательства
Другое понимание изоляционизма — невмешательство (политика невмешательства) в войны других государств и в целом в их внутренние дела. В этом смысле изоляционистским государством до 2022 года можно было бы назвать Швейцарию (см. Внешняя политика Швейцарии).
В США изоляционизм долгое время понимался как стремление избегать вмешательства в конфликты вне американского континента. Такой внешнеполитический курс был рекомендован американскому народу Джорджем Вашингтоном в его прощальном обращении. Соединённые Штаты придерживались изоляционизма первые полтора столетия своего существования (см. История США), однако после Второй мировой войны эта внешнеполитическая концепция утратила популярность. Тем не менее, палеоконсерваторы продолжают поддерживать идею вывода американских войск из всех стран и возврата к идеалам Америки, сосредоточенной на своих внутренних делах, какой её хотели видеть отцы-основатели.